# Point de prolongation
Pour les articles homonymes, voir point.
En notation musicale, le point de prolongation est un signe placé après une figure de note ou de silence permettant de prolonger la durée de cette figure d'une manière précise et quantifiable, à la différence du point d'orgue.
Il existe le point ordinaire, simplement appelé « point », le double point et le triple point.
Lorsque le point suit une figure de note, il doit être analysé comme une durée s'additionnant à la valeur précédente au moyen d'une liaison de prolongation.
Il ne faut pas confondre le point de prolongation toujours placé après une figure avec le point indiquant le staccato qui lui se trouve au-dessus ou en dessous.

## Histoire
Depuis environ 1750, la durée du point de prolongation est toujours égale à la moitié de la valeur précédente — que celle-ci soit une figure, ou bien un autre point.
Avant cette époque, il arrive que le point de prolongation indique qu'il faut prolonger la note qui le porte de la durée nécessaire pour remplir le temps ou la mesure jusqu'à la note courte suivante. On n'utilise alors pas de double ni de triple point. Ceci met en évidence le fait que la notation de la musique et notamment du rythme n'est pas conçue à l'origine comme une suite de notes, mais comme une suite de figures rythmico-mélodiques comprenant chacune une ou plusieurs notes (voir neumes).

## Point
Placé après une figure, le point augmente celle-ci de la moitié de sa durée. 
- Équivalence des valeurs pointées :

- De ce qui précède nous pouvons déduire que toute valeur pointée vaut le double de la valeur pointée inférieure, et la moitié de la valeur pointée supérieure.

- Valeur relative des figures de notes pointées :

- Valeur relative des figures de silences pointés :

## Double point
Placé après une figure, le double point augmente celle-ci des trois quarts de sa durée. 
- Équivalence des valeurs doublement pointées :

- Ainsi qu'on l'a vu, le second point est au premier ce que le premier est à la figure initiale : l'équivalent de la moitié de la valeur qui précède.

## Triple point
Toujours selon le même principe, placé après une figure, le triple point augmente celle-ci des sept huitièmes de sa valeur. Le triple point est très peu utilisé.